# Joris Hessels
Joris Hessels (Sint-Niklaas, 23 augustus 1980) is een Vlaams acteur en radio- en televisiepresentator.

## Levensloop
Hij groeide op in een gezin met vijf kinderen. Door zijn vader die in zijn vrije tijd regisseur was bij een amateurgezelschap kreeg hij als kind al een voorliefde voor theater.

### Opleiding en theater
Joris Hessels studeerde af in 2003 aan de opleiding Drama van het RITCS in Brussel. Als theateracteur speelde hij reeds bij BRONKS, Het Gevolg, HETPALEIS, KOPERGIETERY, Steigeisen, Studio Orka, Compagnie Cecilia en Theater Ultima Thule.

### Acteur
Hessels speelde ook als Nick Duynslager in de televisieserie Rupel. Van 2004 tot 2008 had hij als Oscar een hoofdrol in de Ketnetserie Smos. In 2003 had hij een gastrol in W817 als student informatica.
Daarna volgden rollen in Zuidflank als Michiel in 2013 en Vriendinnen als Stan in 2014. In 2016 vertolkte hij de rol van wetsdokter Fabian Steppe in de VTM-serie Coppers. Hij speelde ook de vader van Professor T. in het laatste seizoen van de gelijknamige serie. In januari 2019 kwam op commerciële zender Vier het meeslepende De Dag, geschreven door Jonas Geirnaert en diens vriendin Julie Mahieu, uit. Hessels speelt hierin een inspecteur van de speciale eenheden.
In 2019 speelde hij mee in Geub als Pannenkoek, de beste vriend van Philippe Geubels.
In 2021 was hij te zien als physical coach, Jurgen D´Haenens, in de serie Albatros.
In 2024 is hij te zien in The Masked Singer als één van de kippen Tik en Tok, samen met Dominique Van Malder.

### Radio
In januari 2022 presenteerde hij op zondagmorgen de Radio 2 Nieuwjaarsbrief, een programma waar bekende Vlamingen geïnterviewd werden over hun leefwereld. Vanaf 2024 presenteert hij op zondagochtend op Studio Brussel Joris staat op.

### Televisie
Samen met zijn vriend en mede-acteur Dominique Van Malder trok hij in 2015 voor het Canvasprogramma Radio Gaga met een mobiele radiostudio naar plekken in België waar mooie en ontroerende verhalen te rapen waren. Het programma werd met veel lof onthaald en er volgde een tweede reeks in 2016, en een derde in 2017.
In 2018 werkte Hessels aan een nieuw programma, De Weekenden, dat vanaf december 2018 werd uitgezonden. In het programma zien we beelden van de maandelijkse bijeenkomsten die Hessels had met negen mensen dat jaar, en beelden die die personen met een camera opnamen in hun eigen omgeving . De bijeenkomsten waren weekends in het wijnkasteel Haksberg in Tielt-Winge. De personen waren geselecteerd op de gebeurtenissen met grote impact in hun leven in het voorbije jaar. Een man die vorig jaar zijn vrouw verloor aan kanker en drie weken na haar overlijden zelf met kanker werd gediagnosticeerd, een jong dement persoon, iemand met ambitie voor een carrière in hiphop, iemand die op pensioen ging, ... Er volgden nog twee seizoenen een in in 2021, en in 2023 werd de laatste aflevering uitgezonden.
In 2019 werkte hij aan het programma “Gentbrugge” een programma over de deelgemeente van Gent bij de Schelde. 
Op VRT Canvas werd in 2022 Taxi Joris uitgezonden. Hij voerde gesprekken met zijn passagiers terwijl hij hen naar hun bestemming voert.
Hessels was een van de deelnemers aan De Expeditie: Groenland, in 2024 uitgezonden op Play 4. In 2024 nam hij deel aan de Code van Coppens samen met Dieter Coppens.
Met Victor Verhulst, waarmee hij bevriend werd tijdens De Expeditie, maakte hij het reisprogramma Zonder sterren, dat begin 2025 uitgezonden werd op Play 4. Ze bezoeken ongewone bestemmingen.
Huidig (anno 2023):
Jan Bosman · Anke Buckinx · Alain Claes · Chloé De Bie · Rani De Coninck · Bart-Jan Depraetere · Yves De Wolf · Evi Geysels · Tess Goossens · Kris Mannaerts · Sven Ornelis · Alexandra Potvin · Carl Schmitz · Kenneth Stevens · Raf Van Brussel · Dieter Vandepitte · Ann Van Elsen · Brecht Vanmeirhaeghe · Lenke Van Olmen · Heidi Van Tielen · Kris Wauters
Voormalig (2009–2023):
Luk Alloo (2016–2017) · Born Crain (2017–2020) · Herbert Bruynseels (2009–2017) · Jelle Cleymans (2011, 2022) · Nathalie Delporte (2014–2019) · Leen Demaré (2009–2019) · Leen Dendievel (2023) · Truus Druyts (2009–2017) · Els De Craecker (2009–2017) · Sophie Dewaele (2009–2010) · Michel Follet (2009–2016) · Bert Geenen (2009–2011) · Evy Gruyaert (2023) · Evi Hanssen (2017–2021) · Johan Henneman (2009) · Joris Hessels (2021) · Anne Paulissen (2018–2023) · Kathy Pauwels (2009–2010) · Laurens Pays (2013–2016) · Sofie Santermans (2011–2020) · Tony Talboom (2012–2016) · Jo Van Belle (2013–2016) · Dominique Van Malder (2021) · Elke Van Mello (2011–2021) · Bjorn Verhoeven (2012–2018) · Peter Verhoeven (2018–2019) · Robin Vissenaekens (2012–2016)